# William Walton
William Turner Walton, O.M. (Oldham (Lancashire), 29 maart 1902 – Ischia, 8 maart 1983) was een Brits componist in de klassieke stijl.

## Levensloop
Walton begon zijn carrière als een koorknaap te Christ Church Cathedral in Oxford waarna hij er aan de universiteit studeerde. Hij studeerde compositieleer onder Hugh Allen maar verliet de universiteit vroegtijdig. Walton was in hoge mate een autodidact.
Walton was bevriend met de Sitwell familie van wie veel leden literaire capaciteiten hadden. Met de toonzetting van gedichten van Edith Sitwell kwam Walton in de publieke belangstelling.
Zijn werk omvat twee symfonieën, concerten voor viool (geschreven voor Jascha Heifetz), altviool en cello, oratoria opera's, stukken voor gitaar en filmmuziek.
Walton werd in 1951 verheven tot ridder en sindsdien mag hij als sir benoemd worden; hij ontving ook de "Order of Merit" in 1968. Hij stierf in Ischia, Italië waar hij woonde.

## Composities

### Orkestwerken
- 1922 Façade, An Entertainment,
- 1925 Portsmouth Point, overture
- 1926 Siesta
- 1926 Façade, suite no.1
  1. Polka
  2. Valse
  3. Swiss jodelling song
  4. Tango - Paso doble
  5. Tarantella
  6. Sevillana
- 1926-1927 rev.1943 Sinfonia concertante, voor orkest en piano obbligato
- 1928-1929 rev.1961 Altvioolconcert
  1. Andante comodo
  2. Vivo, con molto preciso
  3. Allegro moderato
- 1932-1935 Symphony no.1 in bes-klein
  1. Allegro assai
  2. Presto, con malizia
  3.  ?(Andante con malincolia)
  4. Finale: Brioso et ardentemente, vivacissimo, maestoso
- 1938 Façade, suite no.2
  1. Fanfare: Vivo
  2. Scotch rhapsody: Molto vivace
  3. Country dance: Allegretto piacevole
  4. Noche espagnol: Maestoso
  5. Popular song: Grazioso
  6. Old Sir Faulk: Tempo di fox-trot
- 1938-1939 Vioolconcert
- 1940 Music for children
- 1940 Scapino, comedy overture
- 1942 Spitfire, Prelude and Fugue (uit de filmmuziek: "The first of the Few")
- 1944 2 pieces for strings (uit de filmmuziek: Henry V)
- 1953 Orb and Sceptre, coronation march
- 1956 Johannesburg Festival Overture
- 1956 Celloconcert
- 1957 Partita
- 1959-1960 Symphony no.2 in C-groot
  1. Allegro molto
  2. Lento assai
  3. Passcaglia - Thema: (Risoluto)
  4. Var. 1: Con slanice
  5. Var. 2: Scherzando
  6. Var. 3: L'istesso tempo
  7. Var. 4: Grazioso
  8. Var. 5: Agitato
  9. Var. 6:
  10. Var. 7: Impetuoso
  11. Var. 8: Tranquillo
  12. Var. 9: Lento
  13. Var.10: Risoluto - Fugato
  14. Coda: Scherzando - Presto - Maestoso
- 1962-1963 Variations on a theme by Hindemith
- 1968 Capriccio burlesco
- 1969 Improvisations on an Impromptu of Benjamin Britten

### Werken voor harmonieorkest
- 1937 Crown Imperial, coronation march
- 1953 Orb and Sceptre, coronation march
- 1956 Johannesburg Festival Overture
- Façade
- Spitfire, Prelude and Fugue

### Theaterwerken

#### Opera's
| Voltooid in                   | titel                | aktes   | première | libretto                                       |
| ----------------------------- | -------------------- | ------- | --- | ---------------------------------------------- |
| 1947-1954; rev.1963/1972-1976 | Troilus and Cressida | 3 aktes | 3 december 1954, Londen, Royal Opera House Covent Garden; rev. versie: 23 april 1963, Londen en; 12 november 1976, Londen | Christopher Hassall, naar Geoffrey Chaucer     |
| 1965-1967                     | The bear             | 1 akte  | 3 juni 1967, Aldeburgh | Paul Dehn en de componist, naar Anton Tsjechov |

#### Ballet
| Voltooid in | titel                                                     | aktes | première         | libretto                                 | choreografie |
| ----------- | --------------------------------------------------------- | ----- | ---------------- | ---------------------------------------- | ------------ |
| 1935        | The First Shoot                                           |       | 1935, Manchester | Osbert Sitwell                           |              |
| 1940        | The wise virgins; (naar muziek van Johann Sebastian Bach) |       | 1940, Londen     | naar het Nieuwe Testament                |              |
| 1943        | The quest                                                 |       | 1943, Londen     | Doris Langley Moore, naar Edmund Spenser |              |

#### Toneelmuziek
- 1924-1925 A Son of Heaven, voor het toneelstuk van Lytton Strachey - première: 1925, Londen
- 1935 The Boy David, voor het toneelstuk van J.M. Barrie - première: 1936, Londen
- 1941-1942 Macbeth, voor het toneelstuk van William Shakespeare - première: 1942, Londen

### Muziek voor (solostemmen,) koor en orkest
- 1930-1931 Belshazzar's Feast
- 1937 In honour of the city of London
- 1952-1953 Coronation Te Deum
- 1961 Gloria
- 1965 The 12
- 1966 Missa brevis
- 1972 Jubilate Deo

### Muziek voor films
- 1934 Escape me never
- 1936 As you like it
- 1937 Dreaming lips
- 1938 Stolen life
- 1941 Major Barbara
- 1941 Next of Kin
- 1942 The foreman went to France
- 1942 Went the day well?
- 1943-1944 Henry V
- 1947 Hamlet
- 1955 Richard III
- 1969 The Battle of Britain
- 1970 The 3 sisters'

## Registraties
Op het Engelse cd-label Chandos zijn bijna alle door Walton gecomponeerde werken in een doos van 23 CD’s verschenen.
Het label Naxos heeft een aantal gewaardeerde opnames van Walton’s muziek in haar catalogus waaronder de eerste symfonie.